# Presenzano
Presenzano là một đô thị ở tỉnh Caserta trong vùng Campania của Ý, có vị trí cách khoảng 60 km về phía bắc của Napoli và khoảng 40 km về phía tây bắc của Caserta. Tại thời điểm ngày 31 tháng 12 năm 2004, đô thị này có dân số 1.697 người và diện tích là 31,7 km².
Presenzano giáp các đô thị: Conca della Campania, Marzano Appio, Mignano Monte Lungo, Pratella, Sesto Campano, Tora e Piccilli, Vairano Patenora.